# Stefania Okaka
Stefania Okaka (ur. 9 sierpnia 1989 w Castiglione del Lago we Włoszech) – siatkarka grająca jako przyjmująca.
Obecnie występuje w drużynie Parma Volley Girls.
Jest siostrą bliźniaczką piłkarza Stefano Okaka. 

## Kariera
- Trasimeno Volley (2002–2003)
- Vicenza Volley (2003–2004)
- Club Italia (2004–2007)
- Roma Pallavolo (2007–2008)
- Futura Volley Busto Arsizio (2008–2010)
- Florens Volley Castellana Grotte (2010–2011)
- Parma Volley Girls (2011-)